# Haikyu!! Battaglia all'ultimo rifiuto
Haikyu!! Battaglia all'ultimo rifiuto (劇場版ハイキュー!! ゴミ捨て場の決戦?, Gekijōban Haikyu!! Gomi Suteba no Kessen, lett. "Haikyu Il film!! La battaglia della discarica"), anche noto come Haikyu!! The Dumpster Battle, è un film d'animazione del 2024 diretto da Susumu Mitsunaka. È basato sulla serie manga Haikyu!! di Haruichi Furudate, ed è il seguito della serie anime.

## Trama
I licei Karasuno e Nekoma si affrontano per la prima volta in assoluto in una partita ufficiale, nel terzo turno delle Nazionali primaverili. Shoyo Hinata e Kenma Kozume hanno finalmente la possibilità di giocare l'uno contro l'altro in una partita dove per chi perde è game-over definitivo.

## Distribuzione
Il film è uscito in Giappone il 16 febbraio 2024. Nel resto del mondo è stato distribuito da Crunchyroll in collaborazione con Sony Pictures Entertainment: è uscito nelle sale italiane il 30 maggio 2024.